# Вольф, Марина Николаевна
Мари́на Никола́евна Вольф  (род. 31 марта 1972, Новосибирск) — российский философ

, историк философии, специалист в области философского антиковедения, античной эпистемологии, а также риторики, истории и теории аргументации. Доктор философских наук (2012), профессор (2022), профессор РАН по Отделению общественных наук (2022). С 2017 года директор Института философии и права Сибирского отделения РАН (ИФПР СО РАН), также с 2018 года — заведующая кафедрой истории философии Института философии и права Новосибирского государственного университета (по совместительству).

## Биография
Родилась в Новосибирске. В 1995 году окончила исторический факультет Новосибирского государственного педагогического университета. В 1998 году окончила магистратуру философского факультета Новосибирского государственного университета. По окончании аспирантуры защитила в 2003 году кандидатскую диссертацию «Онтологические аспекты иранских влияний на раннюю греческую философию» (специальности 09.00.01 – Онтология и теория познания и 09.00.03 – История философии; научный руководитель В.П. Горан). В 2012 году защитила докторскую диссертацию «Становление эпистемического поиска в раннегреческой философии» (специальность 09.00.03 – история философии) .
С 2000 года работала в ИФПР СО РАН (младший научный сотрудник, научный сотрудник, старший научный сотрудник сектора истории философии), с 2014 года – заведующая кафедрой философии по подготовке аспирантов к сдаче кандидатского минимума ИФПР СО РАН. С 2017 года – директор Института философии и права СО РАН.
Опыт работы в высшей школе с 2004 года, в том числе в Новосибирском государственном университете (доцент, профессор, зав.кафедрой), Новосибирском университете экономики и управления (НГУЭУ – Нархоз) (доцент, профессор), Томский государственный университет (профессор), БФУ им. И. Канта (профессор). В настоящее время является заведующей кафедрой истории философии Института философии и права НГУ .

## Научная деятельность
Автор около 150 научных работ, включая монографии и учебные пособия.
Член редакционного совета журналов: «Analytica», «Respublica Literaria», «Vox. Философский журнал», «Историко-философский ежегодник», «Сибирь гуманитарная».
Член редакционной коллегии журналов: «Вестник Санкт-Петербургского университета. Философия и конфликтология», «Известия Академии наук Республики Таджикистан. Отделение общественных наук», «Праксема. Проблемы визуальной семиотики», «Семиотические исследования», «Философский журнал», «Южный Полюс. Исследования по истории современной западной философии».
Заместитель главного редактора журнала «ΣΧΟΛΗ. Философское антиковедение и классическая традиция». 
Член диссертационных советов: НИ ТГУ.5.7.01. (ТГУ, г. Томск), 24.2.418.07 (ТюмГУ) .
Председатель ученого совета ИФПР СО РАН, член Объединенного ученого совета СО РАН по гуманитарным наукам (председатель – академик А.П. Деревянко), член ученого совета Института философии и права Новосибирского государственного университета.
Член Совета корпуса профессоров РАН, работающих на территории Сибирского отделения РАН .
Особое место в ее научной деятельности занимает поддержание и развитие Новосибирской историко-философской школы , включающей направление Философского антиковедения в Новосибирском научном центре. В 2021 г. благодаря усилиям Вольф М.Н. совместно с Е.В. Афонасиным Школа и антиковедческие исследования поддержаны Правительством Новосибирской области. История сибирского антиковедения и полная библиография новосибирских философов-антиковедов опубликованы в монографии «Философское антиковедение в Новосибирском научном центре. Аннотированная библиография, 1984-2021» (2021, в соавт. с Е.В. Афонасиным). Также под ее руководством защищены четыре кандидатских диссертации по специальности «история философии».

## Награды
- Юбилейная медаль «300 лет Российской академии наук» (2024).
- Почетная грамота РАН (2020).
- Почетный знак «Серебряная сигма» за особый личный вклад в выполнение стоящих перед Сибирским отделением РАН задач (2019).
- Звание «Заслуженный ветеран Сибирского отделения РАН» (с вручением нагрудного знака) (2018).
- Лауреат фестиваля «Академина: женщина в науке и образовании» в номинации "Директор НИИ"(г. Новосибирск) (2017).

## Избранная библиография
- Вольф, М. Н. Ранняя греческая философия и Древний Иран / М. Н. Вольф. – Санкт-Петербург, 2007. – 224 с. – (Античная библиотека. Исследования). – ISBN 978-5-903354-03-0. – EDN QCRYUF.
- Вольф, М. Н. Средневековая арабская философия: мутазилитский калам : Учебное пособие / М. Н. Вольф. – Новосибирск : Новосибирский национальный исследовательский государственный университет, 2005. – 80 с. – ISBN 5-94356-294-X. – EDN PXOJNP.
- Вольф, М. Н. Средневековая арабская философия: ашаритский калам / М. Н. Вольф. – Новосибирск : Новосибирский национальный исследовательский государственный университет, 2008. – 152 с. – ISBN 978-5-94356-670-7. – EDN PXONQX.
- Рационализм и иррационализм в античной философии / В. П. Горан, М. Н. Вольф, И. В. Берестов [и др.] ; Институт философии и права СО РАН. – Новосибирск : Издательство Сибирского отделения РАН, 2010. – 385 с. – ISBN 978-5-7692-1144-7. – EDN QOMDQD.
- Вольф, М. Н. Философский поиск: Гераклит и Парменид / М. Н. Вольф. – Санкт-Петербург, 2012. – 382 с. – ISBN 978-5-88812-558-8. – EDN QCRYTB.
- Вольф, М. Н. Софистика. Горгий Леонтийский: трактат "О не-сущем, или О природе" в современных интерпретациях / М. Н. Вольф. – Новосибирск : Новосибирский национальный исследовательский государственный университет, 2014. – 249 с. – ISBN 978-5-4437-0231-5. – EDN SFMTMD.
- ΑΡΧΗΓΟΣ (Архигос) : Лекции и исследования по истории античной философии. Василию Павловичу Горану - по случаю 75-летия от коллег и учеников / ред. Е.В. Афонасин, М.Н. Вольф. – Новосибирск : Новосибирский национальный исследовательский государственный университет, 2015. – 170 с. – ISBN 978-5-4437-0380-0. – EDN ULJGQH.
- Берестов, И. В., Вольф, М. Н., Доманов, О. А. Аналитическая история философии: методы и исследования. – Новосибирск : Офсет ТМ, 2019. – 242 с. – ISBN 978-5-85957-156-7. – EDN ELOEVR.
- Философское антиковедение в Новосибирском научном центре : Аннотированная библиография 1984-2021 / издание подготовили Е.В. Афонасин и М.Н. Вольф. – Новосибирск : НГУ, 2021. – 130 с. – (Античная философия и классическая традиция. Приложение к журналу ΣΧΟΛΗ ; IV). – ISBN 978-5-85957-185-7. – EDN BQZSGX.
- Вольф, М. Н. Классический калам : учебное пособие / М. Н. Вольф. – Новосибирск : ООО "Офсет ТМ", 2021. – 264 с. – ISBN 978-5-85957-179-6. – EDN BVGMHQ.
- Философия и ее история. Дискуссии: учебное пособие / составление, вводная статья, перевод и комментарии М.Н. Вольф. – Новосибирск : ООО "Офсет ТМ", 2021. – 239 с. – ISBN 978-5-85957-178-9. – EDN NCISBQ.
- Вольф, М. Н. Ранняя греческая философия в поисках объяснительного принципа / М. Н. Вольф. – Новосибирск : ООО "Офсет-ТМ", 2021. – 191 с. – ISBN 978-5-85957-177-2. – EDN OKRRAJ.
- Wolf, Marina Nikolayevna. Falsafe-ye Yunani-ye Motaqaddem va Iran-e Bastan [Early Greek Philosophy and Ancient Iran]. Translated by Siavash Farahani. Tehran: Entesharat-e Hekmat, 1394/2015. (ولف، مارینا نیکولایونا. فلسفه یونانی متقدم و ایران باستان. ترجمه سیاوش فراهانی. تهران: انتشارات حکمت، ۱۳۹۴.)